# Grace Jividen
Grace Lillian Jividen (Búfalo, 12 de junio de 1964) es una deportista estadounidense que compitió en judo. Ganó una medalla en los Juegos Panamericanos de 1995, y cuatro medallas en el Campeonato Panamericano de Judo entre los años 1990 y 2003.
Participó en los Juegos Olímpicos de Barcelona 1992, donde finalizó séptima en la categoría de –66 kg.

## Palmarés internacional
| Juegos Panamericanos    | Juegos Panamericanos      | Juegos Panamericanos | Juegos Panamericanos |
| Año                     | Lugar                     | Medalla              | Categoría            |
| ----------------------- | ------------------------- | -------------------- | -------------------- |
| 1995                    | Mar del Plata (Argentina) | Medalla de bronce    | –72 kg               |
| Campeonato Panamericano |                           |                      |                      |
| Año                     | Lugar                     | Medalla              | Categoría            |
| 1990                    | Caracas (Venezuela)       | Medalla de plata     | –66 kg               |
| 1994                    | Santiago de Chile (Chile) | Medalla de plata     | –72 kg               |
| 2001                    | Córdoba (Argentina)       | Medalla de bronce    | –63 kg               |
| 2003                    | Salvador (Brasil)         | Medalla de plata     | –63 kg               |